# 368704 Roelgathier
368704 Roelgathier è un asteroide della fascia principale. Scoperto nel 2005, presenta un'orbita caratterizzata da un semiasse maggiore pari a 2,5597387 UA e da un'eccentricità di 0,1763092, inclinata di 14,48511° rispetto all'eclittica.